# Marjan Žbontar
Marjan Žbontar, slovenski hokejist, * 24. marec 1958, Jesenice.
Žbontar je bil dolgoletni član kluba HK Acroni Jesenice. Za jugoslovansko reprezentanco je nastopil na Olimpijskih igrah 1976 v Innsbrucku. 